# Joelija Jasenok
Joelija Jasenok (Cyrillisch: Юлия Ясенок) (9 juli 1983) is een Wit-Russisch langebaanschaatsster. Ze is een allroundschaatser met een voorkeur voor de middellange en lange afstanden.
In het seizoen 1999/2000 maakte ze haar debuut op een internationaal kampioenschap. Op het WK voor junioren eindigde ze op de 39e plaats. Het seizoen daarop, 2000/01, eindigde ze als 26e op dit kampioenschap.
Op het EK van 2004 debuteerde ze op een allround senioren kampioenschap. De volgende jaren (2005-2010) nam ze eveneens aan dit kampioenschap deel. Op het EK van 2008 eindigde ze op de 19e plaats, wat een tweede startplaats voor Wit-Rusland op het EK van 2009 opleverde en door Anna Badajeva werd ingevuld.
In de wereldbekercyclus neemt ze meestal deel in de B-groep.

## Persoonlijke records
| Afstand    | Tijd     | Datum            | Baan           |
| ---------- | -------- | ---------------- | -------------- |
| 500 meter  | 40,08    | 9 november 2007  | Salt Lake City |
| 1000 meter | 1.19,32  | 18 november 2007 | Calgary        |
| 1500 meter | 1.59,58  | 12 december 2007 | Salt Lake City |
| 3000 meter | 4.13,98* | 11 december 2007 | Salt Lake City |
| 5000 meter | 7.43,60  | 21 januari 2007  | Turijn         |

* = nationaal record.

## Resultaten
| Jaar | EK Allround | WK Junioren |
| ---- | ----------- | ----------- |
| 2000 |             | NC39        |
| 2001 |             | NC26        |
| 2004 | NC24        |             |
| 2005 | NC25        |             |
| 2006 | NC25        |             |
| 2007 | NC21        |             |
| 2008 | NC19        |             |
| 2009 | NC21        |             |
| 2010 | NC22        |             |